# Sami Sirviö

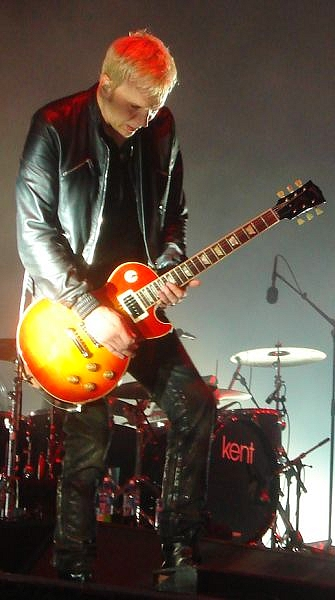
Sami Sirviö (koncert Kent, Helsingborg 23.07.08)

Sami Petteri Sirviö (ur. 28 maja 1970) – gitarzysta szwedzkiego zespołu Kent.
Sami jest szwedzkim muzykiem pochodzenia fińskiego. Ma własną kampanię Kapten Ah AB. Jest żonaty. Jego rodzice to Ossi i Mervi Sirviö.

## Inne

### Producent
- Petrol - Record (1997)
- Mobile Homes - EP (2003)
- Jay Jay Johanson - Tell all the girls im back in town (Remix) (2004)
- Sapporo 72 - Business and Pleasure (2005)
- West End Girls - Goes Pet Shopping (2006)
- Disco - Vihaa, rakkautta vai jotain muuta (2006)
- Mobile Homes - Close (2008)